# Macropipus australis
Macropipus australis is een krabbensoort uit de familie van de Polybiidae. De wetenschappelijke naam van de soort is voor het eerst geldig gepubliceerd in 1961 door Guinot.